# ひまてん!
『ひまてん!』は、小野玄暉による日本のラブコメ漫画。『週刊少年ジャンプ』（集英社）において、2024年32号から連載中。話数カウントは「No.」。

## 沿革
2024年6月10日発売の『週刊少年ジャンプ』2024年28号にて、本作も含む「新風疾走！夏のハートビート新連載3連弾」を発表。
単行本発売前の同年9月25日、26日にはYouTubeのジャンプチャンネルにて、ボイスコミックを公開。

## あらすじ
高校2年生の主人公・家守 殿一は、皆には秘密にしながら「家政夫」のアルバイトをしており、将来の大学費用を貯めようと頑張っていた。そんな彼のクラスに、コスメブランドの社長兼モデルとして働く美野 妃眞理 (ひまり)が転校してきて、クラス委員長にされた殿一は「ひまりの世話係」も任される。
その日の放課後、新しい依頼主の超高級マンションに訪問した殿一は、依頼主が「ひまり」であることに驚く。実は彼女は家事がまったく出来ず、家の中は荒れ果てていた。ひまりと雇用契約を結んだ殿一は、掃除やお弁当作りなどの家事代行を引き受け、誰にも知れることなく彼女をサポートして、2人は仲を深めていくことになる。
一方、ひまりが所属している「モデル事務所の後輩」である新人グラビアモデル 愛澤 カンナにも懐かれたり、密かに想いを寄せていたクラスメイトの叶 穂乃花ともお互いに意識し始めて、それぞれ少しずつ距離を縮めていく。1日デートした穂乃花と「恋人になりたい」と決意した殿一に、ひまりは恋のサポートをしていく。

## 登場キャラクター
声の項はボイスコミックの声優。
家守 殿一（いえもり てんいち）
声 - 梅田修一朗
本作の主人公。高校2年生の男子生徒で黒髪短髪。大学進学分の資金を稼ぐため、週1回2件の家事代行を行っており、利用者から評判は高い。妃眞理が転校してきたことで担任の先生から妃眞理の世話役を兼ねてクラス委員長に選ばれる。妃眞理の叔母が依頼したことで妃眞理の家政夫になる。幼なじみの穂乃花に好意を抱いている。父は単身赴任中で母と双子の兄弟と4人暮らし。
美野 妃眞理（よしの ひまり）
声 - 伊藤美来
Eカップ。
殿一のクラスメイト。女子高校生ながらコスメブランド「ヒマリズ」のモデル兼社長を務める社長でもあり、Instagramフォロー80万人のティーンのカリスマ。オレンジ色のロングへアでティアラの髪留めをつけている。愛称は「ひまりん」だがあくまで女性専用。殿一からは「美野」と呼ばれている。生活力の無さや多忙により部屋は散らかり放題で炊事や洗濯も不得手。仕事時は眼鏡を掛けている。
叶 穂乃花（かない ほのか）
声 - 梨本ひおり
殿一とクラスメイトの女子高校生。肩にかかるくらいの長さの黒髪。クラス副委員長に選ばれている。殿一とは中学からの幼馴染でお互いに好意を抱いているが、相手には伝わってはいない。妃眞理と仲良くしたいと思っていて、連絡先を教えた。殿一と妃眞理の関係を気になっている。
愛澤 カンナ（あいざわ かんな）
本作のヒロインの一人。殿一のひとつ下の後輩の女子生徒。グラビアアイドルをしており、スタイルは抜群。妃眞理とは事務所の先輩と後輩の関係。執事ものの少女漫画が好き。

### 学校関係者
担任の先生
殿一たちのクラスの担任の先生。女性。妃眞理の世話役を殿一に押し付けた。かなり胸が大きい。
横溝（よこみぞ）
声 - 伊藤節生
殿一とクラスメイトの男子高校生で眼鏡髪染め。殿一と友達で妃眞理のことを羨ましがっている。
近衛 真弓（このえ まゆみ）
殿一や穂乃花と同じ中学校だった女子高校生。穂乃花とは幼馴染。テンションが高くお調子者。

### 主要人物の家族

#### 家守家
父
殿一の父。単身赴任中。もともと家事を担当していた単身赴任に伴い、殿一が家事を担当するようになった。
母
殿一の母。
家守 蹴二
殿一の兄弟。中学生の少年。三琴とは双子の兄妹。
家守 三琴（いえもり みこと）
声 - 琴石ゆうひ
殿一の兄妹。中学生の少女。蹴二とは双子の兄妹。

## 用語解説
ヒマリズ(Hima Riz)
美野がモデル兼社長になっているコスメブランド会社。女性特に女子高校生にかなり人気があるブランド。

## 作風
スポーツ漫画やファンタジー漫画を描いてきた作者の小野玄暉が「直球のラブコメディ」に挑んだ作品である。小野は『フルドライブ』以来約6年半ぶりに『週刊少年ジャンプ』で連載復帰を果たしている。
ライターのキットゥン希美によると、高い画力と魅力的なヒロインが武器の小野が、「掃除と料理が得意な家政夫男子が主人公で、SNSで大人気のインフルエンサーがヒロインという設定」で「お色気描写」を少なくしつつ、今風に描いている点が本作の特徴となっている。
2024年7月時点の『週刊少年ジャンプ』では、三浦糀の『アオのハコ』が連載されているものの、同作は「スポーツマンガの要素を取り込みつつ少女マンガ的なテイストで高校生の青春」のような恋愛ものであった。2022年9月から2023年4月までドタバタラブコメ作品である仲間只一の『大東京鬼嫁伝』が連載されていたが、本作は同作以来1年数か月ぶりとなる王道ラブコメ枠の作品となっており、本作の連載が開始するとラブコメ好きの読者から反響を得た。
本作が「お色気要素が少ないピュアな内容」で「二大ヒロインの構図」であることから、読者からは古味直志の『ニセコイ』を連想する声もあった。しかし『ニセコイ』の桐崎千棘は暴力系ヒロインであったが、本作の妃眞理は「からかい上手」で口が悪い程度のヒロインという点が異なっている。

## 書誌情報
- 小野玄暉『ひまてん！』集英社〈ジャンプ コミックス〉、既刊4巻（2025年6月4日現在）
  1. 「女子高校生社長と家政夫」 2024年11月1日発売[11][12]、ISBN 978-4-08-884322-3
  2. 「楽しい休日」2025年1月4日発売[13]、ISBN 978-4-08-884438-1
  3. 「林間学校スタート！」2025年4月4日発売[14]、ISBN 978-4-08-884451-0
  4. 「波打ち際りヒロイン」2025年6月4日発売[15]、ISBN 978-4-08-884557-9